# کتاب عوبدیا

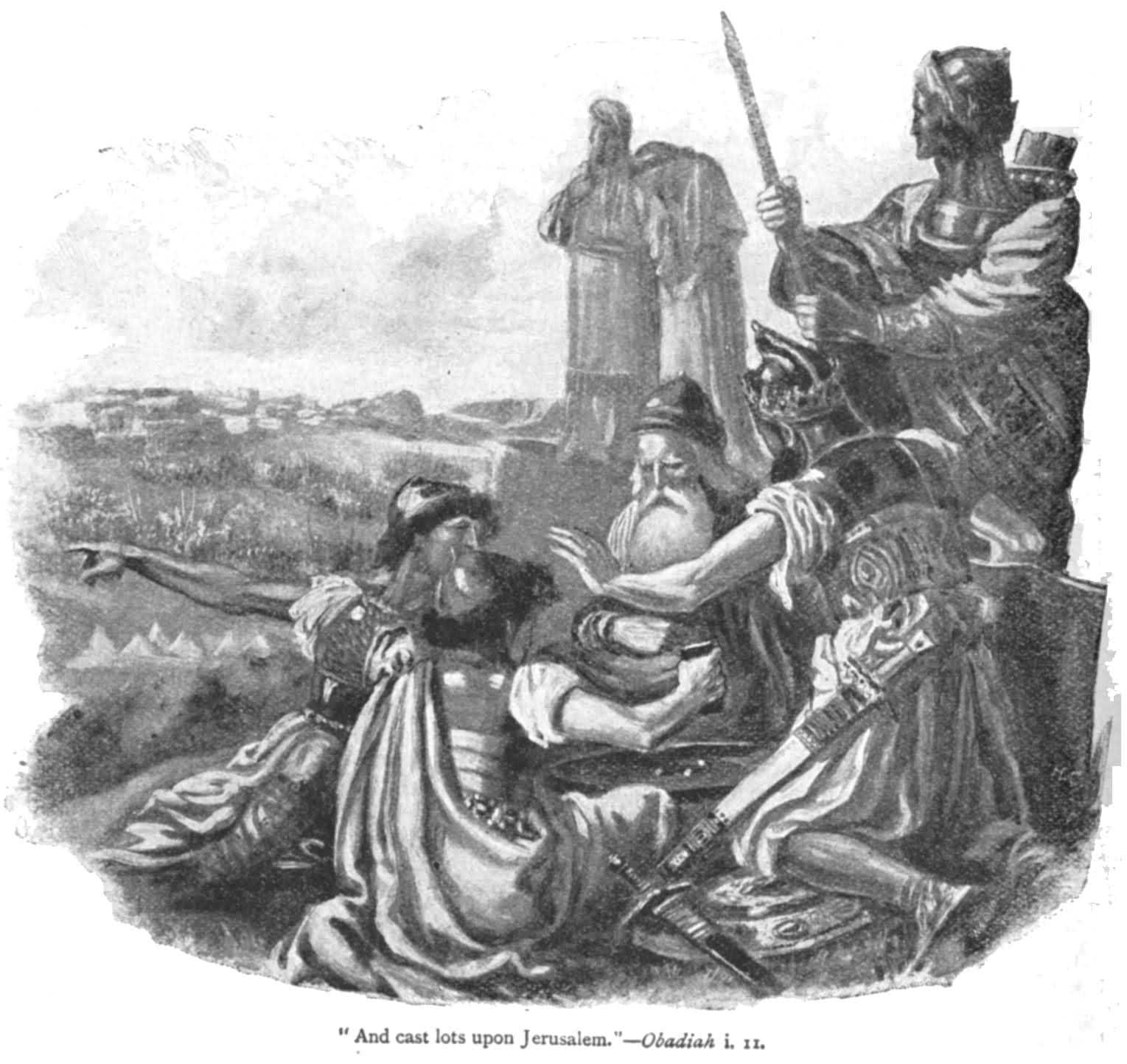
بنی اسرائیل

کتاب عوبدیا یکی از کتاب‌های کتاب مقدس عبری(برای مسیحیان عهد عتیق و برای یهودیان تنخ) است که در تقسیمات جزو پیامبران کهین به شمار می‌رود و با داشتن یک باب و ۲۱ آیه کوتاه‌ترین کتاب عهد عتیق به شمار می‌رود
در یهودیت و مسیحیت نویسنده این کتاب عوبدیا تصور می‌شود که در لغت به معنی «بنده یهوه» است. محتوای آن درباره پیش‌بینی عقوبت هولناک برای قوم ادوم است که به کمک دیگر قوم‌ها درصدد از بین بردن قوم خدا (بنی‌اسرائیل) هستند.